# First Man : Le Premier Homme sur la Lune (film)
Pour les articles homonymes, voir First Man : Le Premier Homme sur la Lune.
Pour plus de détails, voir Fiche technique et Distribution.
First Man : Le Premier Homme sur la Lune ou Le Premier Homme au Québec (First Man) est un film biographique américano-sino-japonais réalisé par Damien Chazelle, sorti en 2018.
Il revient sur les événements liés à la mission Apollo 11 et est adapté de la biographie officielle de Neil Armstrong, First Man: The Life of Neil A. Armstrong de James R. Hansen. Le film est présenté en avant-première mondiale à la Mostra de Venise 2018.

## Synopsis
Originaire de l'Ohio, Neil Armstrong est un ingénieur aérospatial de l'université Purdue, officier pilote d'essai d'élite de l'aéronavale et de l'US Air Force américaine (notamment sur avion à réaction et avion fusée Grumman F9F Panther, McDonnell F-101 Voodoo, Boeing B-47 Stratojet, Douglas F5D Skylancer, Bell X-1, Boeing X-20 Dyna-Soar, Lockheed F-104 Starfighter, North American X-15) lorsqu'il intègre le deuxième groupe d'astronautes de la NASA en 1962, alors âgé de trente-deux ans. En 1966, il commande la mission Gemini 8, au cours de laquelle il effectue le premier amarrage dans l'espace, avec un étage-cible Agena. À la suite d'un dysfonctionnement, il assure alors un retour sur Terre en catastrophe.
Trois ans plus tard, il est sélectionné pour commander la mission Apollo 11, qui décolle le 16 juillet 1969, puis alunit le 20 juillet 1969, après 4 jours de vol spatial. À 21 h 56 min 20 s (heure du Centre spatial JSC de Houston au Texas), Neil Armstrong devient le premier homme à poser le pied sur la Lune, pour une exploration lunaire de 2 h 30, en direct devant environ 450 millions de téléspectateurs et auditeurs du monde entier, avec cette célèbre citation : « That's one small step for [a] man, one giant leap for mankind » (C’est un petit pas pour un homme, mais un bond de géant pour l’Humanité).

## Fiche technique
Sauf indication contraire, les informations mentionnées dans cette section peuvent être confirmées par la base de données cinématographiques IMDb,  présente dans la section « Liens externes ».
- Titre original : First Man
- Titre français : First Man : Le Premier Homme sur la Lune
- Titre québécois : Le Premier Homme[1]
- Réalisation : Damien Chazelle
- Scénario : Josh Singer, d'après le récit First Man: The Life of Neil A. Armstrong de James R. Hansen
- Musique : Justin Hurwitz
- Direction artistique : Rory Bruen, Justin O'Neal Miller, Samuel R. Green, Benjamin Nowicki, Erik Osusky et Thomas Valentine
- Décors : Nathan Crowley
- Costumes : Mary Zophres
- Photographie : Linus Sandgren
- Son : Mildred Iatrou, Ai-Ling Lee, Geoff Ethridge, Frank A. Montaño, Erin Michael Rettig, Jon Taylor
- Montage : Tom Cross
- Production : Marty Bowen, Damien Chazelle, Wyck Godfrey et Isaac Klausner
  - Production déléguée : Adam Merims, Josh Singer et Steven Spielberg
  - Production associée : Kevin Elam
  - Coproduction : James R. Hansen et Jeffrey Harlacker
- Sociétés de production :
  - États-Unis : Amblin Entertainment[2], Temple Hill Entertainment, en association avec Dreamworks Pictures, présenté par Universal Pictures et réalisé avec le concours du Bureau du cinéma, de la musique et du divertissement numérique de Géorgie
  - Chine : en association avec Perfect World Pictures
  - Japon : présenté en association avec Dentsu et Fuji Television Network
- Sociétés de distribution : Universal Pictures (États-Unis) ; Toho-Towa (Japon) ; Universal Pictures International (Chine, France, Belgique, Suisse romande) ; Universal Pictures Canada (Québec)
- Budget : 59 millions USD[3],[4]
- Pays de production :  États-Unis,  Chine,  Japon
- Langue originale : anglais
- Format : couleur — 16 mm / 35 mm / IMAX 65 mm[5] — 2,39:1 — 1,43:1 IMAX et 1,90:1 IMAX pour la séquence d'alunissage — son Dolby Atmos / DTS (DTS: X) / Dolby Digital / IMAX 6-Track / 12-Track Digital Sound / Dolby Surround 7.1 / Sonics-DDP
- Genre : drame biographique, historique
- Durée : 141 minutes
- Dates de sortie[6] :
  - Chine (Hong Kong) : 11 octobre 2018
  - États-Unis : 31 août 2018 (Festival du film de Telluride) ; 6 octobre 2018 (Festival international du film des Hamptons) ; 12 octobre 2018 (sortie nationale)
  - Québec : 12 octobre 2018[1]
  - France, Belgique, Suisse romande : 17 octobre 2018[7],[8],[9]
  - Japon : 8 février 2019
- Classification[10] :
  - États-Unis : accord parental recommandé, film déconseillé aux moins de 13 ans (PG-13 - Parents Strongly Cautioned)[N 1]
  - Chine : pas de système
  - Japon : tous publics - pas de restriction d'âge (Eirin - G)
  - France : tous publics[11]
  - Belgique : tous publics (Alle Leeftijden)[8]
  - Suisse romande : interdit aux moins de 12 ans[12]
  - Québec : tous publics (G - General Rating)[1]

## Distribution

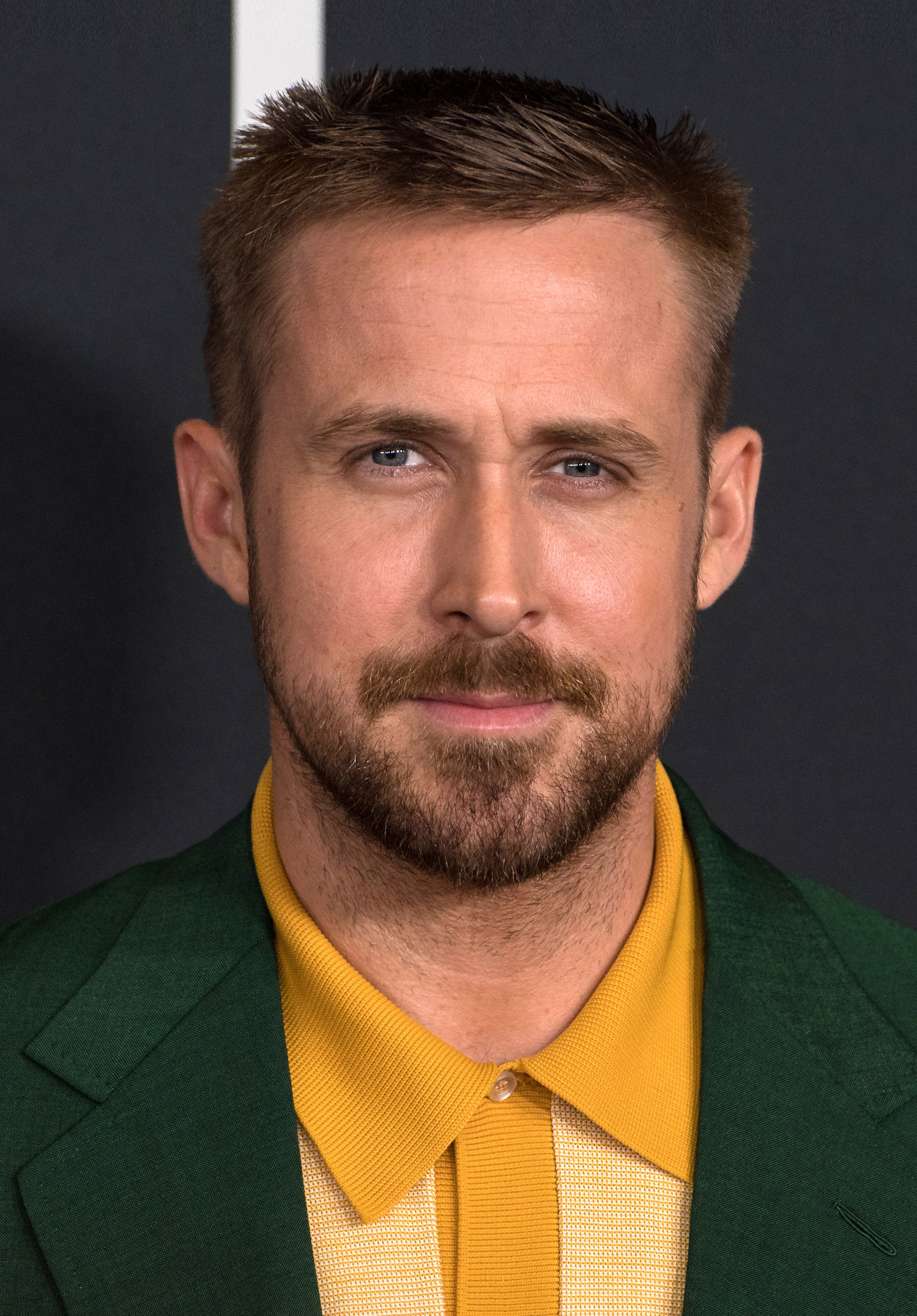
Ryan Gosling, dans le rôle principal de Neil Armstrong.

- Ryan Gosling (VF : Julien Allouf ; VQ : Frédéric Paquet) : Neil Armstrong, pilote de X-15, commandant de Gemini 8 et d'Apollo 11
- Claire Foy (VF : Adeline Moreau ; VQ : Magalie Lépine-Blondeau) : Janet Shearon, première épouse de Neil Armstrong
- Corey Stoll (VF : Laurent Maurel ; VQ : Patrick Chouinard) : Buzz Aldrin, pilote de Gemini 12 puis pilote du module lunaire d'Apollo 11
- Lukas Haas (VF : Sylvain Agaësse) : Michael Collins, pilote de Gemini 10 puis pilote du module de commande d'Apollo 11
- Kyle Chandler (VF : Emmanuel Curtil ; VQ : Pierre Auger) : Deke Slayton, membre des Mercury Seven et premier patron des astronautes
- Shea Whigham (VF : Enrique Carballido ; VQ : Louis-Philippe Dandenault) : Virgil « Gus » Grissom, membre des Mercury Seven; mort dans Apollo 1
- Jason Clarke (VF : Jochen Hägele ; VQ : François Trudel) : Ed White, premier Américain à « marcher » dans l'espace (Gemini 4); mort dans Apollo 1
- Cory Michael Smith (VF : Sébastien Ossard) : Roger B. Chaffee, Capsule Communicator sur Gemini 3 et Gemini 4 ; mort dans Apollo 1
- Christopher Abbott (VF : Anatole de Bodinat ; VQ : Thiéry Dubé) : David Scott, coéquipier d'Armstrong sur Gemini 8 et futur commandant d'Apollo 15
- Ethan Embry : Pete Conrad, doublure d'Armstrong sur Gemini 8, commandant de Gemini 11 et futur commandant d'Apollo 12
- Skyler Bible : Richard F. Gordon Jr., doublure de Scott sur Gemini 8 et futur membre d'Apollo 12
- Brian d'Arcy James (VF : Mathieu Buscatto) : Joseph A. Walker, pilote de X-15
- Pablo Schreiber (VF : Lionel Tua ; VQ : Jean-François Beaupré) : Jim Lovell, membre d'Apollo 8, doublure d'Armstrong sur Apollo 11 et futur commandant d'Apollo 13
- Patrick Fugit (VF : Valéry Schatz ; VQ : Martin Watier) : Elliot See, coéquipier d'Armstrong dans l'équipage de réserve de Gemini 5
- J. D. Evermore : Christopher C. Kraft Jr., membre de la NASA, responsable de la planification des vols
- Olivia Hamilton (VF : Lydia Cherton) : Patricia White, femme d'Ed White
- John David Whalen : John Glenn, membre des Mercury Seven, premier américain en orbite autour de la Terre
- Chandler Barron : Scott Carpenter, membre des Mercury Seven
- Shawn Eric Jones : Walter Schirra, membre des Mercury Seven
- William Gregory Lee : Gordon Cooper, membre des Mercury Seven
- Ciarán Hinds (VF : Hervé Caradec ; VQ : Guy Nadon) : Gene Kranz, directeur de vol ou Robert Gilruth
- Steve Coulter : Günter Wendt, responsable du pas de tir à Cap Kennedy
- George Linkenback : Frank Borman, commandant d'Apollo 8
- Choppy Guillotte : John Young, futur commandant d'Apollo 16
- Kent Wagner : Fred Haise, doublure d'Aldrin sur Apollo 11, futur membre d'Apollo 13
- James R. Hansen : Kurt Debus, responsable du centre spatial Kennedy
- Ben Owen (VF : Jérémy Bardeau) : John Hodge, directeur de vol de Gemini 8
- Gavin Warren (VQ : Jacob Lemieux) / Luke Winters : Rick Armstrong, fils aîné d'Armstrong
- Connor Blodgett : Mark Armstrong, fils cadet d'Armstrong
- Lucy Stafford : Karen Armstrong, fille d'Armstrong

 Source et légende : version française (VF) sur RS Doublage ; version québécoise (VQ) sur Doublage.qc.ca

## Production

### Genèse, développement et attribution des rôles
En 2003, Clint Eastwood et Warner Bros acquièrent les droits de la biographie de Neil Armstrong, First Man: The Life of Neil A. Armstrong, écrite par James R. Hansen. Universal Pictures reprend finalement le projet en main. Le titre du film est First Man.

### Attribution des rôles
En novembre 2015, il est annoncé que Ryan Gosling incarnera Neil Armstrong, tandis que Damien Chazelle en sera le réalisateur et Josh Singer le scénariste. En mars 2017, la sortie américaine est annoncée pour le 12 octobre 2018.
En mai 2017, Claire Foy est annoncée pour tenir le rôle féminin principal. En juin 2017, Kyle Chandler, Corey Stoll et Jason Clarke rejoignent la distribution,,. En juillet 2017, Shea Whigham obtient un rôle alors que Claire Foy est confirmée. En août 2017, Jon Bernthal décroche lui aussi un rôle, suivi par Brian d'Arcy James un mois plus tard. En octobre 2017, Pablo Schreiber, Patrick Fugit et notamment Cory Michael Smith viennent compléter la distribution.

### Tournage
Le tournage débute en octobre 2017 et dure jusqu'en février 2018. Il se déroule à Atlanta en Géorgie,,.

### Musique
Albums de Justin Hurwitz
La La Land
(2016)
La musique du film est composée par Justin Hurwitz, déjà à l'œuvre sur tous les précédents longs métrages du réalisateur (Guy and Madeline on a Park Bench, Whiplash et La La Land).
La musique mélange un orchestre de 94 pièces avec des instruments électroniques (le thérémine, un synthétiseur Moog) ainsi que des techniques vintage de modification du son comme la cabine Leslie et l'Echoplex.
| 1.    | X-15                                  | Justin Hurwitz       | 1:22 |
| 2.    | Good Engineer                         | Justin Hurwitz       | 1:06 |
| 3.    | Karen                                 | Justin Hurwitz       | 0:45 |
| 4.    | Armstrong Cabin                       | Justin Hurwitz       | 1:15 |
| 5.    | Another Egghead                       | Justin Hurwitz       | 1:05 |
| 6.    | It'll Be an Adventure                 | Justin Hurwitz       | 0:41 |
| 7.    | Houston                               | Justin Hurwitz       | 2:16 |
| 8.    | Multi-Axis Trainer                    | Justin Hurwitz       | 2:54 |
| 9.    | Baby Mark                             | Justin Hurwitz       | 0:47 |
| 10.   | Lunar Rhapsody (featuring Les Baxter) | Dr Samuel J. Hoffman | 3:04 |
| 11.   | First to Dock                         | Justin Hurwitz       | 1:27 |
| 12.   | Elliot                                | Justin Hurwitz       | 0:28 |
| 13.   | Sextant                               | Justin Hurwitz       | 1:45 |
| 14.   | Squawk Box                            | Justin Hurwitz       | 1:54 |
| 15.   | Searching for the Aegena              | Justin Hurwitz       | 1:51 |
| 16.   | Docking Waltz                         | Justin Hurwitz       | 3:22 |
| 17.   | Spin                                  | Justin Hurwitz       | 1:15 |
| 18.   | Naha Rescue 1                         | Justin Hurwitz       | 1:05 |
| 19.   | Pat and Janet                         | Justin Hurwitz       | 1:34 |
| 20.   | The Armstrongs                        | Justin Hurwitz       | 2:25 |
| 21.   | I Oughta Be Getting Home / Plugs Out  | Justin Hurwitz       | 1:10 |
| 22.   | News Report                           | Justin Hurwitz       | 0:42 |
| 23.   | Dad's Fine                            | Justin Hurwitz       | 1:03 |
| 24.   | Whitey on the Moon                    | Leon Bridges         | 1:48 |
| 25.   | Neil Packs                            | Justin Hurwitz       | 1:25 |
| 26.   | Contingency Statement                 | Justin Hurwitz       | 1:56 |
| 27.   | Apollo 11 Launch                      | Justin Hurwitz       | 5:50 |
| 28.   | Translunar                            | Justin Hurwitz       | 1:01 |
| 29.   | Moon                                  | Justin Hurwitz       | 1:07 |
| 30.   | Tunnel                                | Justin Hurwitz       | 0:52 |
| 31.   | The Landing                           | Justin Hurwitz       | 5:31 |
| 32.   | Moon Walk                             | Justin Hurwitz       | 1:29 |
| 33.   | Home                                  | Justin Hurwitz       | 1:51 |
| 34.   | Crater                                | Justin Hurwitz       | 2:00 |
| 35.   | Quarantine                            | Justin Hurwitz       | 2:15 |
| 36.   | End Credits                           | Justin Hurwitz       | 4:19 |
| 37.   | Sep Ballet (bonus track)              | Justin Hurwitz       | 1:17 |
| 67:57 |                                       |                      |      |

## Accueil

Première du film au National Air and Space Museum de Washington DC
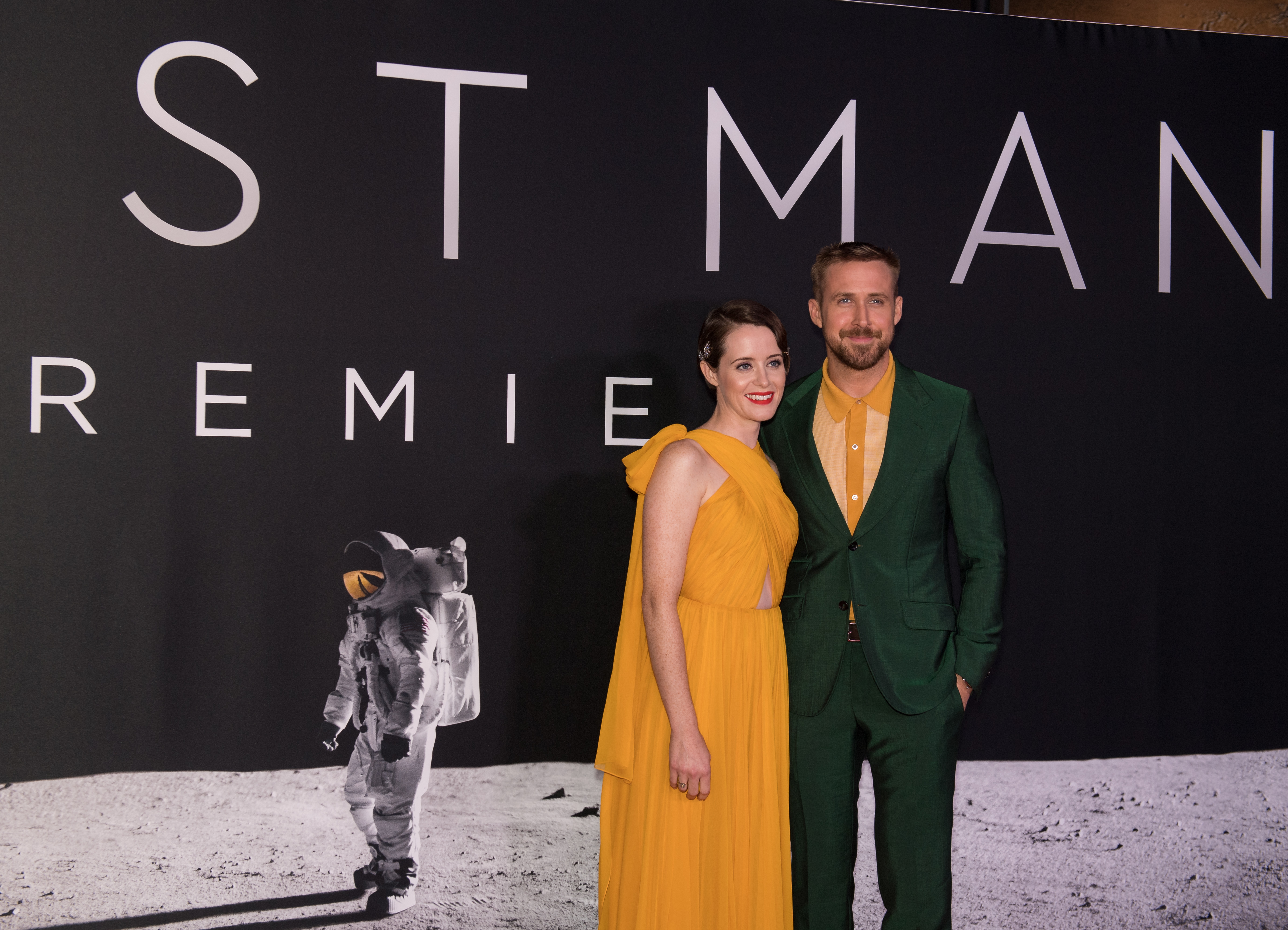
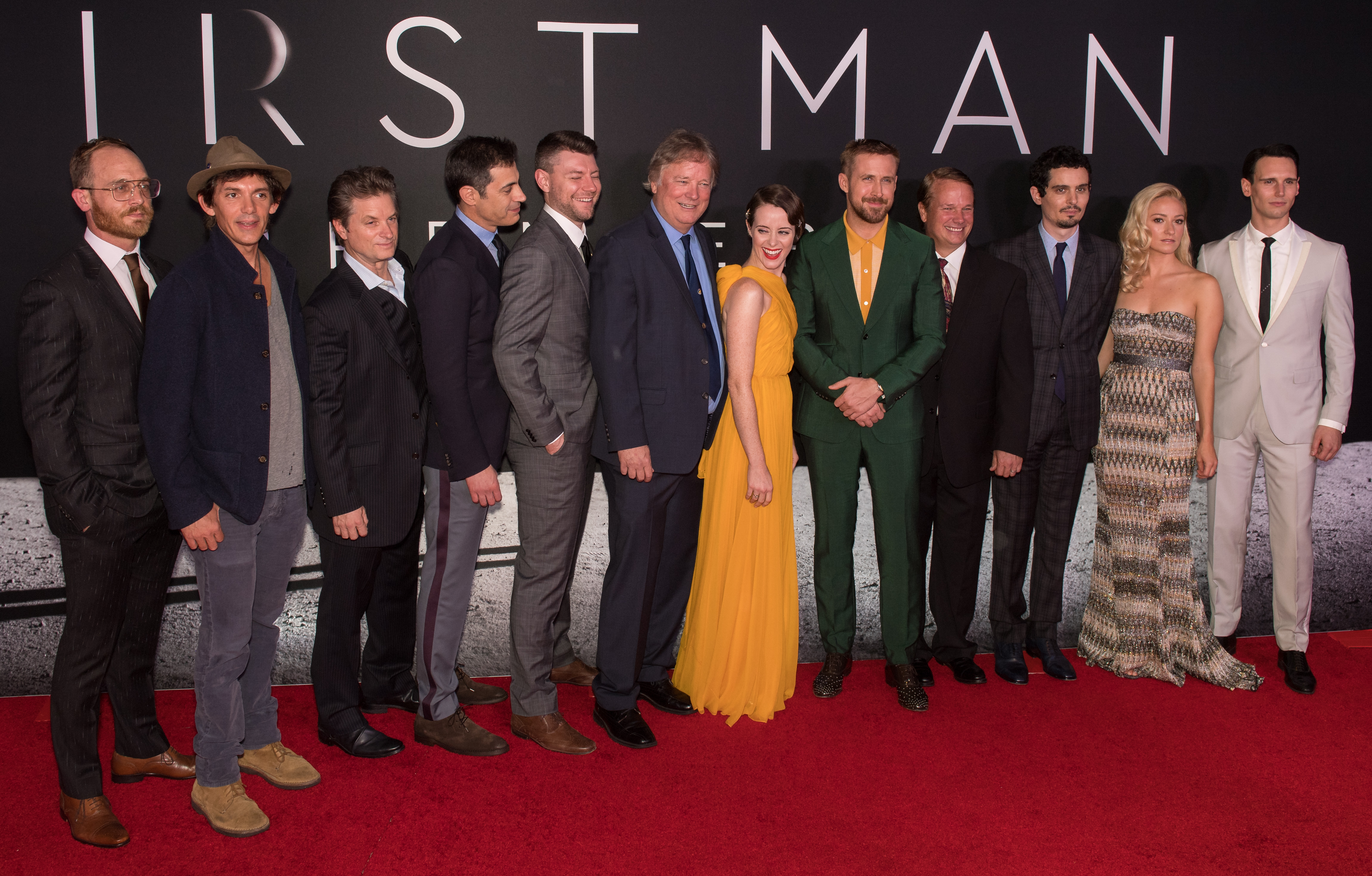

### Accueil critique
Aux États-Unis, le film reçoit principalement de bonnes critiques :
- Sur le site agrégateur américain Rotten Tomatoes, le film bénéficie d'un taux d'approbation de 87 % basé sur 463 critiques collectées (404 critiques positives et 59 négatives) obtenant une moyenne de 8,10⁄10. Le consensus critique du site Web se lit comme suit : « First Man utilise une approche personnelle pour alimenter un regard rétrospectif sur un moment charnière de l'histoire humaine - et emmène le public dans un voyage dramatique vertigineux en cours de route. »[32].
- Sur Metacritic, il décroche la note moyenne de 84⁄100 pour 56 critiques[31].

En France, First Man : Le Premier Homme sur la Lune a été globalement bien accueilli par les critiques :
- En effet, le film obtient notamment la moyenne de 3,8⁄5 sur le site Allociné, qui recense 38 titres de presse[33].
- « Côté divertissement, le contrat est parfaitement rempli » écrit Positif.
- Tandis que La Voix du Nord parle d'« une spectaculaire épopée, à la fois intime et universelle ».
- Enfin, Le Point y voit « une expérience sensorielle sidérante ».
- Certaines critiques, même positives, pointent cependant du doigt la longueur du film, comme celle du magazine Rolling Stone : « 2h20, c’est long. Trop long. Mais First Man n’en est pas moins un film familial, comme l’était La La Land dans un autre genre – plus enthousiasmant »[33].

Du côté des critiques françaises négatives :
- Josué Morel du site Critikat écrit notamment « La limite inhérente du parti pris est qu’il n’est pas tenable sur le long terme, ou du moins que Chazelle ne parvient pas à le tenir ».
- Dans L'Humanité, Vincent Ostria regrette que malgré des qualités, le film « reste froid, presque mécanique, à l’instar de l’acteur principal, Ryan Gosling, sérieux comme un pape au long de cette épopée »[33].

### Box-office
| Pays ou région    | Box-office      | Date d'arrêt du box-office | Nombre de semaines |
| ----------------- | --------------- | -------------------------- | ------------------ |
| États-Unis Canada | 44 936 545 USD  | 3 janvier 2019             | 12                 |
| France            | 806 925 entrées | 11 décembre 2018           | 8                  |
| Total mondial     | 105 713 218 USD | -                          | -                  |

## Distinctions principales

### Récompenses
- Golden Globes 2019 : meilleure musique pour Justin Hurwitz
- Oscars 2019 : Oscar des meilleurs effets visuels pour Paul Lambert, Ian Hunter, Tristan Myles et J.D. Schwalm

### Nominations
- Golden Globes 2019 : meilleure actrice dans un second rôle pour Claire Foy
- BAFTA 2019 :
  - BAFTA de la meilleure actrice dans un second rôle pour Claire Foy
  - BAFTA du meilleur scénario adapté pour Josh Singer
  - BAFTA des meilleurs décors pour Nathan Crowley et Kathy Lucas
  - BAFTA de la meilleure photographie pour Linus Sandgren
  - BAFTA du meilleur montage pour Tom Cross
  - BAFTA des meilleurs effets visuels pour Ian Hunter, Paul Lambert, Tristan Myles et J.D. Schwalm
  - BAFTA du meilleur son pour Mary H. Ellis (en), Mildred Iatrou Morgan (en), Ai-Ling Lee (en), Frank A. Montaño (en) et Jon Taylor (en)
- Oscars 2019 :
  - Oscar des meilleurs décors pour Nathan Crowley et Kathy Lucas
  - Oscar du meilleur montage de son pour Ai-Ling Lee et Mildred Iatrou Morgan
  - Oscar du meilleur mixage de son pour Jon Taylor, Frank A. Montaño, Ai-Ling Lee et Mary H. Ellis

### Sélection
- Mostra de Venise 2018 : film d'ouverture et en compétition pour le Lion d'or

## Éditions en vidéo
- En France, le film First Man : Le Premier Homme sur la Lune est sorti en VOD le 16 février 2019[7], puis le 20 février 2019 en :
  - DVD[37]
  - Blu-ray[38]
  - Blu-ray + Digital - Édition SteelBook [39]
  - Blu-ray + Blu-ray bonus + Digital - Édition Spéciale Fnac - Boîtier SteelBook[40]
  - 4K Ultra HD[41]
  - 4K Ultra HD + Blu-ray[42]
  - 4K Ultra HD + Blu-ray + Digital - Édition boîtier SteelBook[43]
  - 4K Ultra HD + Blu-ray + Blu-ray Bonus + Digital - Édition Spéciale FNAC - Boîtier SteelBook[44]
- Au Québec, le film est sorti en DVD / Blu-ray le 22 janvier 2019[45].